# Luke's Lost Liberty
Luke's Lost Liberty er en amerikansk stumfilm fra 1917.

## Medvirkende
- Harold Lloyd som Lonesome Luke
- Bebe Daniels
- Snub Pollard
- Charles Stevenson
- Billy Fay